# Vattusaari (ö i Norra Savolax, Norra Savolax, lat 63,46, long 27,82)
Vattusaari är en ö i Finland. Den ligger i sjön Suuri-Juminen och i kommunen Lapinlax i den ekonomiska regionen  Övre Savolax ekonomiska region  och landskapet Norra Savolax, i den centrala delen av landet, 400 km norr om huvudstaden Helsingfors. Öns area är 1,8 hektar och dess största längd är 280 meter i sydöst-nordvästlig riktning.